# Skip to My Lou
Skip to My Lou est une chanson populaire pour enfants aux États-Unis. La chanson est populaire à partir des années 1840. Elle est connue d'Abraham Lincoln dans sa jeunesse, qu'il a passé dans le sud de l'Indiana et dans le Kentucky (1826) avec des passages tels que "Hurry up slow poke, do oh do", "I'll get her back in spite of you", "Gone again, what shall I do", et "I'll get another girl sweeter than you" .
Certains puritains américains considéraient alors le violon comme un outil du Diable (car il conduit à la danse, qui était considéré comme péché). Face à un tel obstacle religieux, les enfants et jeunes gens ont développé le “play-party”, dans lequel certaines parties ont été supprimées ou masquées. Le play-party est devenu un passe-temps populaire pour les adolescents et les jeunes couples mariés. Quand les gens se sont déplacés vers l'ouest, la danse carrée et la barn dance sont devenues plus acceptables, au moins pour certains.

## Paroles
Exemple de version de la chanson :

Skip, skip, skip to my Lou,
Skip, skip, skip to my Lou,
Skip, skip, skip to my Lou,
Skip to my Lou, my darlin'.
(Couplet différent en fonction des versions) (3x)
Skip to my Lou, my darlin'.
Exemple de couplet
- Fly in the buttermilk, Shoo, fly, shoo.
- There's a little red wagon, Paint it blue.
- I lost my partner, What'll I do?
- I'll get another, As pretty as you
- Can't get a red bird, Jay bird'll do.
- Cat's in the cream jar, Ooh, ooh, ooh.
- Off to Texas, Two by two.

Lou, Lou skip to my lou (x3)
Skip to my Lou my darlin'